# Немцово (Московская область)
Немцово — деревня в городском округе Домодедово Московской области.

## География
Находится в южной части Московской области на расстоянии приблизительно 32 км на юг по прямой от железнодорожной станции Домодедово.

## История
Известна с 1572 года как деревня, сожженная татарами, в 1578 и 1629 году отмечалась как пустошь.

## Население
Постоянное население составляло 12 человек в 2002 году (русские 100 %), 10 в 2010.